# سفارت بلژیک در دهلی نو
سفارت بلژیک در دهلی نو (به انگلیسی: Embassy of Belgium) یک منطقهٔ مسکونی و نمایندگی سیاسی این کشور در هند است که در دهلی نو واقع شده‌است.